# U-305 (tàu ngầm Đức)
U-305 là một tàu ngầm tấn công  Lớp Type VII thuộc phân lớp Type VIIC được Hải quân Đức Quốc Xã chế tạo trong Chiến tranh Thế giới thứ hai. Nhập biên chế năm 1942, nó đã thực hiện được hai chuyến tuần tra, đánh chìm được hai tàu buôn với tổng tải trọng 13.045 GRT cùng hai tàu chiến tổng tải trọng 2.560 tấn. Trong chuyến tuần tra cuối cùng tại vùng biển Bắc Đại Tây Dương, U-305 mất tích mà không rõ nguyên nhân từ ngày 16 tháng 1, 1944.

## Thiết kế và chế tạo

### Thiết kế

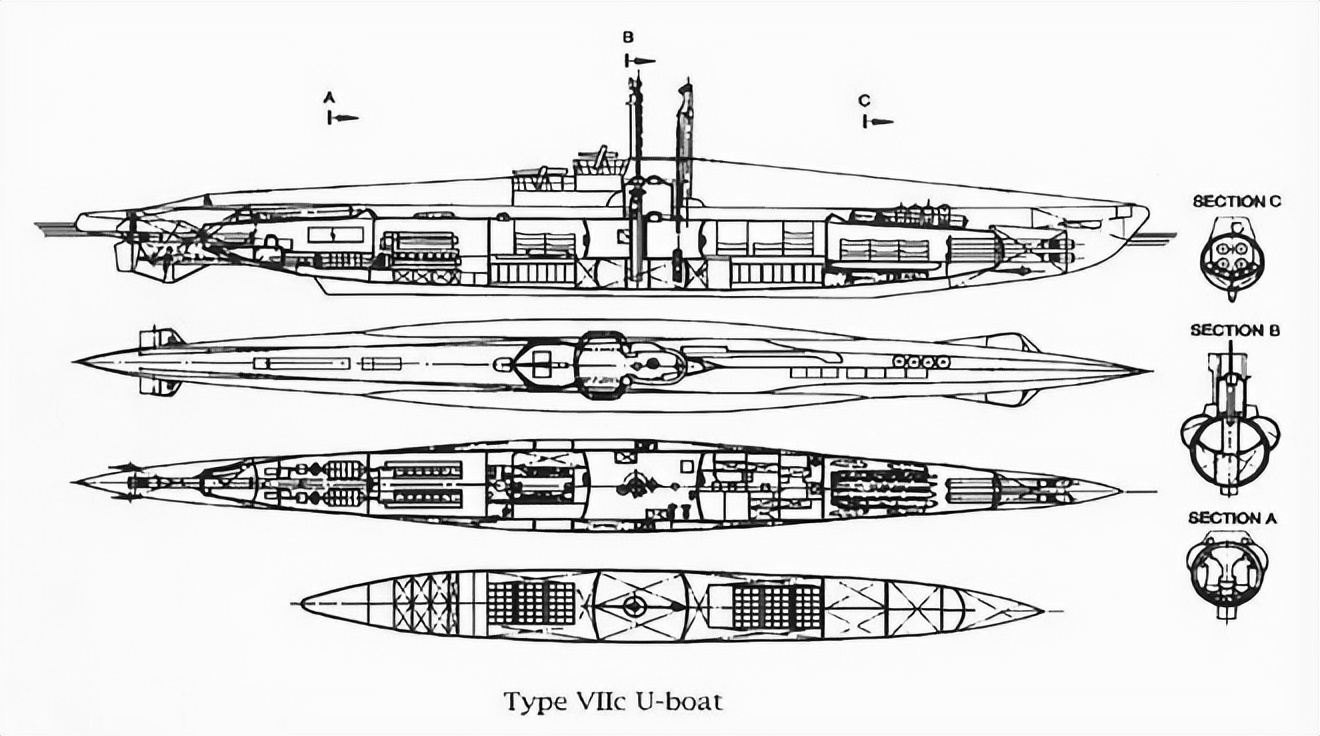
Sơ đồ các mặt cắt một tàu ngầm Type VIIC

Phân lớp VIIC của Tàu ngầm Type VII là một phiên bản VIIB được kéo dài thêm. Chúng có trọng lượng choán nước 769 t (757 tấn Anh) khi nổi và 871 t (857 tấn Anh) khi lặn). Con tàu có chiều dài chung 67,10 m (220 ft 2 in), lớp vỏ trong chịu áp lực dài 50,50 m (165 ft 8 in), mạn tàu rộng 6,20 m (20 ft 4 in), chiều cao 9,60 m (31 ft 6 in) và mớn nước 4,74 m (15 ft 7 in).
Chúng trang bị hai động cơ diesel Germaniawerft F46 siêu tăng áp 6-xy lanh 4 thì, tổng công suất 2.800–3.200 PS (2.100–2.400 kW; 2.800–3.200 bhp), dẫn động hai trục chân vịt đường kính 1,23 m (4,0 ft), cho phép đạt tốc độ tối đa 17,7 kn (32,8 km/h), và tầm hoạt động tối đa 8.500 nmi (15.700 km) khi đi tốc độ đường trường 10 kn (19 km/h). Khi đi ngầm dưới nước, chúng sử dụng hai động cơ/máy phát điện Garbe, Lahmeyer & Co. RP 137/c tổng công suất 750 PS (550 kW; 740 shp). Tốc độ tối đa khi lặn là 7,6 kn (14,1 km/h), và tầm hoạt động 80 nmi (150 km) ở tốc độ 4 kn (7,4 km/h). Con tàu có khả năng lặn sâu đến 230 m (750 ft).
Vũ khí trang bị có năm ống phóng ngư lôi 53,3 cm (21 in), bao gồm bốn ống trước mũi và một ống phía đuôi, và mang theo tổng cộng 14 quả ngư lôi, hoặc tối đa 22 quả thủy lôi TMA, hoặc 33 quả TMB. Tàu ngầm Type VIIC bố trí một hải pháo 8,8 cm SK C/35 cùng một pháo phòng không 2 cm (0,79 in) trên boong tàu. Thủy thủ đoàn bao gồm 4 sĩ quan và 40-56 thủy thủ.

### Chế tạo
U-305 được đặt hàng vào ngày 20 tháng 1, 1941, và được đặt lườn tại xưởng tàu của hãng Flender Werke ở Lübeck vào ngày 30 tháng 8, 1941. Nó được hạ thủy vào ngày 25 tháng 7, 1942, và nhập biên chế cùng Hải quân Đức Quốc Xã vào ngày 17 tháng 9, 1942 dưới quyền chỉ huy của Hạm trưởng, Trung úy Hải quân Rudolf Bahr.

## Lịch sử hoạt động
Sau khi hoàn tất việc chạy thử máy và huấn luyện trong thành phần Chi hạm đội U-boat 8, U-305 được điều sang Chi hạm đội U-boat 1 từ ngày 1 tháng 3, 1943 để hoạt động trên tuyến đầu.

### Chuyến tuần tra thứ nhất
U-305 khởi hành từ cảng Kiel vào ngày 27 tháng 2 cho chuyến tuần tra đầu tiên trong chiến tranh, tiến ra Bắc Hải rồi băng qua khe GIUK giữa quần đảo Faroe và Iceland để hoạt động tại vùng biển Bắc Đại Tây Dương về phía Đông Nam Greenland. Vào ngày 17 tháng 3, ở vị trí về phía Đông Nam mũi Farewell, Greenland, nó phóng một loạt hai quả ngư lôi tấn công Đoàn tàu SC 122, và đã đánh chìm các tàu buôn Anh Port Auckland 8.789 GRT và Zouave 4.256 GRT tại tọa độ 52°25′B 30°15′T / 52,417°B 30,25°T. Chiếc tàu ngầm kết thúc chuyến tuần tra và đi đến cảng Brest bên bờ Đại Tây Dương của Pháp đã bị Đức chiếm đóng, đến nơi vào ngày 12 tháng 4.

### Chuyến tuần tra thứ hai
Chuyến tuần tra thứ hai của U-305 diễn ra từ ngày 12 tháng 5 đến ngày 1 tháng 6, cùng xuất phát và kết thúc tại Brest. Nó đã hoạt động tại vùng biển giữa Bắc Đại Tây Dương, nơi vào ngày 22 tháng 5, nó bị một máy bay ném bom ngư lôi TBF Avenger xuất phát từ tàu sân bay hộ tống USS Bogue tấn công, và phải lặn khẩn cấp để né tránh. Khi chiếc tàu ngầm nổi trở lên mặt nước vào trưa hôm đó, một chiếc Avenger khác tiếp tục tấn công, gây một số hư hại, buộc U-305 phải chấm dứt chuyến tuần tra và quay về căn cứ.

### Chuyến tuần tra thứ ba
U-305 khởi hành từ cảng Brest vào ngày 23 tháng 8 cho chuyến tuần tra tiếp theo, để tiếp tục hoạt động tại vùng biển giữa Bắc Đại Tây Dương.  Ở vị trí về phía Tây Nam Iceland vào ngày 20 tháng 9 nó đã tấn công và đánh chìm tàu khu trục Canada HMCS St. Croix trong thành phần hộ tống cho Đoàn tàu ON 202. St. Croix bị đắm tại tọa độ 57°30′B 31°10′T / 57,5°B 31,167°T, trở thành một trong những nạn nhân đầu tiêu của ngư lôi G7es, một kiểu ngư lôi dò âm GNAT.  U-305 kết thúc chuyến tuần tra tại cảng Brest vào ngày 21 tháng 10.

### Chuyến tuần tra thứ tư - Bị mất
U-305 tiếp tục xuất phát từ Brest vào ngày 8 tháng 12, 1943 cho chuyến tuần tra thứ tư, cũng là chuyến cuối cùng, để hoạt động tại khu vực ngoài khơi vịnh Biscay về phía Tây Nam Ireland. Vào ngày 7 tháng 1, 1944, nó phóng ngư lôi tấn công HMS Tweed lúc 17 giờ 11 phút, khiến chiếc tàu frigate Anh đắm chỉ trong vòng hai phút tại tọa độ 48°18′B 21°19′T / 48,3°B 21,317°T; khiến 83 thành viên thủy thủ đoàn thiệt mạng.
U-305 bị mất tích từ ngày 16 tháng 1, 1944. Thoạt tiên người ta tin rằng nó bị các tàu khu trục HMS Wanderer và tàu frigate HMS Glenarm đánh chìm tại tọa độ 49°00′B 18°00′T / 49°B 18°T vào ngày 17 tháng 1, nhưng các nghiên cứu gần đây xác nhận mục tiêu bị đánh chìm là tàu ngầm U-377. Vì vậy nguyên nhân khiến U-305 bị mất vẫn là một bí ẩn, có thể bị đánh chìm bởi ngư lôi của chính nó.

### "Bầy sói" tham gia
U-305 từng tham gia tám bầy sói:
- Seewolf (21 – 30 tháng 3, 1943)
- Mosel (19 – 23 tháng 5, 1943)
- Leuthen (15 – 24 tháng 9, 1943)
- Rossbach (25 tháng 9, – 5 tháng 10, 1943)
- Borkum (18 tháng 12, 1943 – 3 tháng 1, 1944)
- Borkum 1 (3 – 13 tháng 1, 1944)
- Rügen (13 – 16 tháng 1, 1944)

### Tóm tắt chiến công
U-305 đã đánh chìm được hai tàu buôn với tổng tải trọng 13.045 GRT cùng hai tàu chiến tổng tải trọng 2.560 tấn:
| Ngày             | Tên tàu        | Quốc tịch                 | Tải trọng | Số phận      |
| ---------------- | -------------- | ------------------------- | --------- | ------------ |
| 17 tháng 3, 1943 | Port Auckland  | United Kingdom            | 8.789     | Bị đánh chìm |
| 17 tháng 3, 1943 | Zouave         | United Kingdom            | 4.256     | Bị đánh chìm |
| 20 tháng 9, 1943 | HMCS St. Croix | Hải quân Hoàng gia Canada | 1.190     | Bị đánh chìm |
| 7 tháng 1, 1944  | HMS Tweed      | Hải quân Hoàng gia Anh    | 1.370     | Bị đánh chìm |